# La vida moderna de Rocko
La vida moderna de Rocko (Rocko's Modern Life en inglés) es una 
serie animada estrenada en 1993 en Estados Unidos por Joe Murray y trasmitida por la cadena Nickelodeon donde formó parte de los primeros Nicktoons. Esta serie animada trata de un walabí de aspecto humano.

## Trama
La trama sigue la vida de un walabí-Canguro Rocko, que ha emigrado a Estados Unidos desde Australia. En Estados Unidos, se enfrenta con diversos problemas y desafíos, que habitualmente son presentados exacerbando el peligro (no solo físico) de cada situación hasta darle a la trama de cada episodio una esencia cómica, siendo buena parte de las veces el verdadero núcleo de este efecto las deformaciones y/o alteraciones físicas que llegan a sufrir Rocko y quienes estén con él, o asimismo las exacerbaciones de lo dificultoso que se le hacía a Rocko y/o a sus compañeros conseguir su objetivo, manifestado a través del ambiente que lo(s) rodea y su rudeza (o la de las situaciones que se presentaban dentro de él) hacia él(ellos); gran parte de las veces ese peligro o dificultad eran provocados por artefactos tecnológicos diseñados o deteriorados de tal forma que se convertían en serios motivos de riesgo.
La influencia de sus compañeros sobre Rocko se orientaba a enseñarle lo que significa ser un buen amigo. Hay insinuaciones sexuales, tales como las referencias a las partes del cuerpo como los pezones, pecho, testículos y otros, además de leves chistes de carácter sexual. Muchos de los lugares en el programa de televisión Rocko's Modern Life tienen la letra "O", por ejemplo, O-Town y Comglom-O. Cuando se le preguntó sobre el uso de "O" en su programa dijo Murray:
"Siempre tengo un gran placer en las empresas que eran "Casa-O-Paint" o "Ton-O-Noodles", porque sus nombres parecían homogeneizar lo que vendían, y tira de los productos de la verdadera individualidad y el volumen de estrés..., y todos sabemos, el sueño americano es el volumen! Entonces, ¿qué mejor compañía para crear el volumen de «conglomerado-O», y puesto que la mayoría de la población trabajaba en conglomerado-O, que debería llamarse «O-Town». También quería que el pueblo se llamara "EE.UU. anytown", y me gustaban los deportes de jugadores con un gran cero en su espalda. Fue divertido para mí".
Los lugares parcela fueron las siguientes:
- O-Town es la ciudad en donde vive Rocko.
- Chokey Chicken, pollos jugosos o la Gallina Frita es un restaurante favorito, lugar donde Rocko, Heffer, y Filburt comen, caracterizado por una enorme y redonda gallina amarilla que gira montada sobre un pilar de metal que hay frente a él. Es una parodia de KFC.
- Conglom-O Usted nos pertenece es la empresa más grande de la ciudad, que posee hasta el Ayuntamiento. El dueño es el Sr. Dupette, que tiene formas muy peculiares para ver si los empleados están en condiciones de trabajar allí. Conglom-O no parece tener un propósito específico o de un producto que es una empresa gigante que fabrica muchos productos. Conglom-O se muestra siempre por debajo de su nombre. El lema es "Usted Nos Pertenece", revela en un episodio posterior musical que poseen todo en O-Town. Cuando Ed Cabezona se mostró a trabajar en conglomerado-O en 1961, declaró el lema "We Will You Own" (en alusión al futuro de la megacorporaciones). La ilustración que aparece con el logo y en la parte superior del conglomerado oficial-O rascacielos Corp. es una copa de martini con el planeta Tierra en lugar de una de aceituna.
- Heck es donde "los malos" o "los castigados" van cuando mueren. En dicho lugar vive Duraznito, y es donde Heffer está condenado al sufrimiento eterno.
- Holl-o-Wood es una ciudad que se asemeja a la de Hollywood como parodia la sección de Los Ángeles, California.
- Repusto de historietas O: Lugar donde trabaja Rocko vendiendo historietas.

## Música
El tema principal de la serie lleva su mismo título: Rocko's Modern Life, y es interpretado por Kate Pierson y Fred Schneider  de The B-52's

## Duración de la serie
La vida moderna de Rocko fue emitida entre 1993-1996.
En Latinoamérica, la serie fue emitida por primera vez en 1996, a través de la señal de Nickelodeon Latinoamérica, cuando recién esta inició sus transmisiones, y la serie siguió al aire entonces hasta 2003, cuando sin previo aviso, fue retirada temporalmente de la programación, pero en noviembre del mismo año, se emitió un especial de fin de semana llamado "Livin' La Vida Rocko", donde se transmitieron los mejores episodios de la serie animada, sin embargo, fue cuando en febrero de 2004, Nickelodeon anunció su regreso a la programación del canal, promocionándolo como su llegada de vacaciones, marcando así el regreso de la serie a la programación del canal, y emitiéndose ahora los martes y jueves, y hasta el 2009, la serie siguió siendo retransmitida por el bloque de Nicktoons "NickMax", desde julio de 2009, la serie se reincorporó de nuevo a la programación del canal, los fines de semana, en el entonces nuevo bloque Nick Hits, que transmitió todos los Nicktoons clásicos de los años 90 y 2000, y después de la cancelación de este bloque en abril de 2010, cuando Nickelodeon cambió su imagen, y fusionó su programación con la del bloque Nick at Nite, la serie sigue permaneciendo en la programación de dicho bloque los fines de semana en Latinoamérica, sin embargo, el bloque ha sido quitado de emisión a partir del año 2014. La serie anunció su regreso en la ComicCon San Diego 2017 en la cual se llevaría a cabo como una película la cual se centra en la adaptación de los personajes a los años 2010.

## Episodios
- Anexo:Lista de episodios de la vida moderna de Rocko

## Personajes
- Rocko
- Spunky
- Filburt
- Heffer
- Edward "Ed" Bighead (Cabezagrande)
- Doctora Paula Hutchison
- Beverly "Bev" Bighead (Cabezagrande)
- Really Really Big Man (Hombre Grande Grande)

### Reparto
- Carlos Alazraqui: Rocko, Spunky, Leon, abuela de Rocko.
- Tom Kenny: Heffer Wolfe, Chuck, Sr. Smitty, El Gran, Gran, Hombre, Peaches (Duraznito), voces adicionales.
- Mr. Lawrence: Filburt, Peter Wolf.
- Linda Wallem: Dra. Hutchison, Sra. Virginia Wolf, Abuela Wolf, Cindy Wolf, Tammy el cerdo, voces adicionales.
- Charles Adler: Ed Cabezagrande, Gladys, Sr. George Wolf, Abuelo Wolf, Bev Cabezagrande, Sr. Dupette, voces adicionales.
- Joe Murray: Ralph Cabezagrande
- Kevin Meaney: Mamá Hutchison (aparición en dos episodios).
- Nancy Cartwright: Madre de Filburt

### Equipo técnico
- Joe Murray: Creador, productor ejecutivo.
- Andy Houts: Coordinador del proyecto
- Stephen Hillenburg: Productor, director de historia, escritor.
- Derek Drymon: Artista de historia, escritor.
- Mr. Lawrence: Director de historia, escritor.
- Dan Povenmire: Director de historia, escritor.
- Jeff "Swampy" Marsh: Director de historia, escritor.
- Timothy Berglund (Timothy Björklund): Director de historia, escritor.
- Martin Olson: Escritor principal
- George Maestri: Escritor
- Vince Calandra: Escritor
- Tim Hill: Escritor principal
- Mark O'Hare: Artista de historia
- Antoine Guilbaud: Artista de historia.
- Sherm Cohen: Artista de historia, director de historia.
- Tom Yasumi: Director de animación.

## Cómic
La serie tuvo además una breve aparición como parte de un cómic basado en la misma (Travis fue su nombre original). Este fue producido por Marvel Comics y tuvo siete ejemplares. Cada número contenía dos historias distintas.
El cómic de la serie contiene historias que no aparecen en la serie de televisión. Además el cómic cuenta con la ausencia de algunos personajes y lugares de la serie, siendo esta falta compensada con la adición de personajes y lugares exclusivos para la tira cómica.
El editor jefe del proyecto fue Tom DeFalco, y las historias del cómic fueron escritas por John Lewandowski (a excepción de la segunda historia del ejemplar #4, escrita por Joey Cavalieri). Las historias relatadas en los cómics son:
[#1A] Dental hyjinks: Rocko tiene un terrible dolor de muelas por lo que visita a un dentista. Para su mala suerte, este resulta ser un sujeto muy loco que adora hacer sufrir a sus pacientes. En la loca sesión el dentista termina haciendo estallar un gas inflamable con lo que tanto él como Rocko terminan en el hospital.
[#1B] This is a test!: Spunky muerde por error el cable de la televisión y sufre una descarga eléctrica. Ahora Spunky funciona como antena receptora y en la televisión aparece lo mismo que ven sus ojos. Todo el mundo va a quejarse con Rocko de esto, y un hombre dueño de una televisora le ofrece una millonaria suma por Spunky, la cual Rocko rechaza. Rocko y Heffer deciden que todos visiten a Spunky para que este los mire y así todos puedan aparecer en televisión y tener algunos minutos de fama.
[#2A] Intestinal turmoil: Spunky no se siente bien y se comporta extraño. Rocko y Heffer deciden llevarlo al veterinario a lo que este se rehúsa y escapa. Rocko y Heffer lo buscan hasta hallarlo y llevarlo a la clínica donde descubren que está infectado por gusanos parásitos. Spunky recibe una medicina con la que excreta a los gusanos en el patio de Ed, y ahora los gusanos deciden infectarlo a él.
[#2B] Who invited you?: Ed da una aburrida fiesta para sus compañeros de Conglom-O, en la que espera su jefe le de un ascenso. Heffer huele la comida y decide ir también a la fiesta con Rocko. Ellos terminan haciendo mucho más movida la reunión, sin embargo Ed hace todo lo posible por echarlos, y cuando al fin lo logra todos los demás deciden irse también. Así, Ed se queda sin fiesta y sin ascenso.
[#3A] Love sick!: Rocko intenta que Melba se fije en él, mientras que Heffer intenta dar un paso más en su relación con una vaca llamada Rosie. Rosie le enseña a Heffer a comer saludable, por lo que este deja la comida chatarra y cambia totalmente su personalidad. A Rocko todo le sale mal con Melba y no logra acercársele, y cuando se come una pizza para contentarse Heffer reaparece y vuelve a su dieta de comida rápida.
[#3B] Pass the puffy!: No es una historieta en sí, sino un laberinto para que lo resuelva el lector. La idea es guiar la basura inflada que se comió Heffer desde su garganta a través de los intestinos hasta encontrar la salida.
[#4A] Remote controlled: Rocko y Heffer van al centro comercial a comprar un control remoto. Heffer decide calentar comida en un horno microondas de la tienda y por accidente también coloca el control. El microondas estalla, y Heffer nota que el control remoto con el accidente ganó el poder de controlar la realidad: pausar, silenciar, retroceder, etc. Rocko y Heffer usan el control para sacar ventaja en varias situaciones, y deciden ir al hipódromo para hacerse millonarios al conocer al caballo ganador y luego rebobinar la escena; sin embargo por accidente el control cae a la pista y los caballos lo destrozan.
[#4B] Beaten by a club: Rocko y Heffer van a un exclusivo club a ver el concierto de los "Lollapaloosers". Rocko tendrá una serie de problemas para lograr ver a la banda entre la multitud y por más que trata de subirse al escenario para obtener un autógrafo termina siendo golpeado por los guardias. En una de esas, Rocko sale volando y cae en unas cajas de "Basura inflada con lava", causando una gran explosión en el lugar. Rocko y Heffer deciden que verán los conciertos solo por TV de ahora en adelante.
[#5A] Earl & Watsy don't mix: Es un caluroso día de verano y Rocko decide bañarse en su piscina inflable. Ed intenta deshacerse de Rocko usando a Earl. Rocko se esconde en casa, y Spunky intenta defenderlo; en la persecución por accidente unos clavos caen sobre Spunky y cuando Earl lo muerde se los entierra. En la confusión, Ed termina con una foto de Rocko pegada a su trasero, por lo que Earl termina atacándolo a él. Rocko decide darse un baño de agua con hielo en su tina para no tener más problemas.
[#5B] Spunky's kinda funky: Spunky apesta terriblemente, así que Rocko lo saca a ventilarse un poco. El olor es tan terrible que a todos les molesta, así que Rocko va a comprar algunas cosas para darle un buen baño. La brigada N.O.S.E. aparece y toman a Spunky, Rocko teme le hagan algo malo, pero ellos solo lo bañan y se lo devuelven limpiecito.
[#6A] Bug out!: Hinchado y Retorcido están aburridos de su vida así que se mudan de Spunky a un French Poodle. Debido a que este fino perro es siempre cepillado, los dos son echados del perro. Luego se mudan a Earl, en donde son golpeados por parásitos muy rudos y nada amigables. Ambos huyen de Earl y se mudan a un Pastor Alemán, en donde los parásitos alemanes los reciben con una gran fiesta y comida y bebida. Todo parece bien, salvo que por tanta comida, Hinchado termina enfermándose.
[#6B] Lice on the loose: Hinchado y Retorcido colonizan nuevas zonas de Spunky para luego venderlas. Debido a esto Spunky comienza a tener mucha comezón, así que Rocko lo lleva la tienda de mascotas a comprar un repelente. Ahí, 2 escarabajos japoneses se suben a Spunky. Luego también se sube una lagartija que trata de comerlos, los escarabajos llaman a una mariposa a que los salve y luche con la lagartija. Rocko le echa el repelente a Spunky y todo vuelve a la normalidad. Spunky extraña a los bichos en su espalda así que Rocko le compra una granja de hormigas.
[#7A] Conned again: Una convención de historietas se lleva a cabo y Rocko es el encargado de atender a los fanáticos. Filburt está en la fila esperando cuando pierde sus lentes y su cartera. La gente lo confunde con un personaje similar a las Tortugas Ninja y logra entrar. En la convención se vende el #1 del Hombre Grande Grande, que Filburt busca obtener. El cómic es robado y Filburt por error bota un mostrador que le cae encima al ladrón. Filburt es ahora un superhéroe en la vida real.
[#7B] Bev's beauty tips: Una historia corta en que Bev Cabezagrande da algunos consejos de belleza, que incluyen tratarse con sudor de pato, moscas muertas y salchichas de gusano.
[#7C] I'll never go camping again: En una tormentosa noche en que Rocko y Heffer miran TV, la electricidad se va. Rocko le cuenta una historia a Heffer: en una noche de campamento Rocko fue enviado a buscar leña, pero un árbol maligno lo trató de eliminar para que no quemara más árboles. Rocko logró escapar, pero guardó una astilla que le quedó clavada. El líder del campamento fue por más leña y cortó al árbol. Cuando lo quemaron, la astilla reaccionó y el humo tomó la forma del árbol y los siguió atacando. Rocko le muestra la astilla a Heffer, pero cuando la coloca en un mueble esta vuelve a reaccionar y ahora el mueble con el espíritu del árbol maligno los persigue para vengarse.

## Película
Rocko es protagonista de una película sobre los Nicktoons llamada Rocko's Modern Life: Static Cling.

## Especial
El 11 de agosto de 2016, Nickelodeon aprobó la creación de un especial de una hora a cargo de Joe Murray, según el sitio Motherboard, el especial trata sobre el regreso de Rocko a O-Town después de haber pasado 20 años en el espacio se estrenó el 9 de agosto de 2019.